# (9944) 1990 DA3
A (9944) 1990 DA3 a Naprendszer kisbolygóövében található aszteroida. Henri Debehogne fedezte fel 1990. február 24-én.